# الحسين بن القاسم الحارثي
الحسين بن القاسم كان مسؤولا كبيراً في الخِلافة العبَّاسية وقد شغل منصب وزير من سبتمبر 931 حتى مايو 932 ولُقَِب عَميدُ اَلدَّولة.

## الحياة
ينحدر الحسين من بني وهب فهو الحُسَين بن سليمان بن وهب بن سعيد الحارثي، وهي عائلة من أصل مسيحي نسطوري قدموا خدماتهم كعائلة في الخِلافة منذ أواخر العصر الأموي وكان الحسين ابن وحفيد وابن حفيد سلالة من الوُزُراء. لكن الأسرة فقدت السلطة بعد وفاة والده القاسم بن عبيد الله عام 904.
عينه الخليفة المقتدر (908-932) في سبتمبر 931، بدعم من بنو الفرات ضد الفصيل المنافس حول علي بن عيسى الجراح والقائد العام للجيش العَبَّاسيّ مؤنس المظفر.   تمكن سريعاً من كسب رعايا مؤنس وخادم الغرفة محمد بن رائق وأخوه إبراهيم وبدأ بالتآمر ضد مؤنس. حاول الأخير عزلِه من خِلال إقناع الخليفة، وكاد ينجح فلم يكن طلبِه سوى نفي الحسين إلى عُمان هو الأمر الذي جعل الخليفة يرفضه. في الوقت نفسه شعر الحسين بالتهديد الشديد من قبل الجنرال القوي لدرجة أنه كان ينام في منزل مختلف كل ليلة لمنع اعتقاله. 
ووفقًا للباحث سي. بوزورث، فإن الحسين "ربما كان الوزير الأخير الذي حاول الاحتفاظ بقدر من استقلاليته السابقة للوزارة"، حيث حاول استعادة مالية الدولة، لكنه سقط من السلطة بسبب المنافسات المستمرة للمحكمة في مايو 932.